# Federazione di pattinaggio dell'Uruguay
La Federazione di pattinaggio dell'Uruguay (sp:ːFederacion Uruguaya de Patin y Hockey) è l'organo nazionale dell'Uruguay che governa e gestisce tutti gli sport rotellistici ed ha lo scopo di organizzare, disciplinare e sviluppare tali discipline.

La sede della federazione è a Montevideo.

## Discipline
Le discipline ufficialmente affiliate alla federazione sono le seguenti:
- Hockey su pista
- Hockey in linea
- Pattinaggio freestyle
- Pattinaggio artistico
- Pattinaggio corsa
- Skateboard
- Skiroll